# Hydroptila acuta
Hydroptila acuta är en nattsländeart som beskrevs av Martin E. Mosely 1930. Hydroptila acuta ingår i släktet Hydroptila och familjen smånattsländor. Inga underarter finns listade i Catalogue of Life.